# Asko
Asko Appliances AB – producent sprzętu AGD, będący marką należącą do słoweńskiej grupy Gorenje, która jest częścią chińskiego koncernu Hisense, specjalizującego się w produkcji urządzeń gospodarstwa domowego. Firma została założona w Jung, w gminie Vara w regionie Västergötland w Szwecji. Produkcja odbywa się w Słowenii, natomiast zarządzanie i rozwój są prowadzone w Lidköping w Szwecji. Marka posługuje się sloganem Inspired by Scandinavia („Zainspirowane Skandynawią”). Na rynku szwedzkim produkty Asko sprzedawane są pod markami Cylinda i Asko, natomiast w Ameryce Północnej firma oferuje wyłącznie zmywarki i urządzenia do prania.